# Małżeństwo osób tej samej płci w Vermont
Małżeństwa osób tej samej płci są legalne w Vermont od 1 września 2009 roku. Vermont był pierwszym stanem USA, który wprowadził rejestrowane związki partnerskie i jest pierwszym stanem, który zalegalizował małżeństwa jednopłciowe nie za sprawą orzeczenia sądu, lecz w drodze aktu prawnego. Z chwilą jego wejścia w życie wyłączona została możliwość zawierania związków partnerskich. Związki takie zawarte przed 1 września 2009 zachowują swój status, a przy tym partnerzy mogą przekształcić swój związek w małżeństwo.

## Historia
Rejestrowane związki partnerskie stan Vermont wprowadził na skutek orzeczenia stanowego Sądu Najwyższego w sprawie Baker v. Vermont z dnia 20 grudnia 1999 roku. Nakazywało ono zapewnienie parom jednopłciowym takiej samej ochrony oraz przywilejów, jaka jest zapewniana parom różnopłciowym, które zawarły małżeństwo. Sąd jednakże nie nakazał wyraźnie zalegalizowania małżeństw osób tej samej płci. 26 kwietnia 2000 roku stan przyjął ustawę wprowadzającą związki partnerskie; prawo to weszło w życie 1 lipca tego samego roku. 
23 marca 2009 roku, stosunkiem głosów 26:4 Senat stanu Vermont przyjął ustawę wprowadzającą małżeństwa osób tej samej płci. 3 kwietnia 2009 roku to samo uczyniła Izba Reprezentantów stanu Vermont, stosunkiem głosów 95:52, wprowadzając jednak w projekcie pewne drobne poprawki. 6 kwietnia Senat zaaprobował poprawki wprowadzone przez Izbę Reprezentantów i przedstawił ustawę gubernatorowi stanu, Jimowi Douglasowi, który ją zawetował. 7 kwietnia weto zostało oddalone przez Senat stosunkiem głosów 23:5 i przez Izbę stosunkiem głosów 100:49. Było to pierwsze oddalenie weta gubernatora Vermont od 1990 roku.